# ماجي ماكيلوب
ماجي ماكيلوب شخصية خيالية في سلسلة ما وراء الطبيعة، خبيرة فيزياء إسكتلندية تعرف عليها رفعت إسماعيل حين كان يدرس الدكتوراه في جامعة داندي تحت إشراف أبيها السير جيمس ماكيلوب أستاذ أمراض الدم.
يحب رفعت إسماعيل ماجي وهي أيضا تحبه، لكنها تفضل أن يبقيا بعيدين عن بعضهما لكي لا يكتشفا عيوب بعضهما البعض. تظهر من حين لأخر في السلسلة، وكان أول ظهور لها في العدد الثالث، أسطورة وحش البحيرة.
يصف رفعت ماجي بأنها رقيقة هشة تستطيع أن تسير فوق العشب دون أن تثني منه عودا، عيناها زرقاوتان وشعرها ذهبي ثائر. 
ظهرت ماجي في السلسلة في عدة أعداد وهي على الترتيب أسطورة وحش البحيرة وأسطورتها وأسطورة رونيل السوداء وأسطورة شبه مخيفة.
لم تتزوج ماجي حتي الآن وذلك نظرا لارتباطها العاطفي بالدكتور رفعت إسماعيل.